# Капушнени (Васлуј)
Капушнени (рум. Căpușneni) насеље је у Румунији у округу Васлуј у општини Липовац. Oпштина се налази на надморској висини од 259 m.

## Становништво
Према подацима из 2002. године у насељу је живело 341 становника, од којих су сви румунске националности.